# Panarabiske farver
De panarabiske farver er farverne rød, sort, grøn og hvid og repræsenterer de arabiske lande. Farverne er taget fra forskellige store imperier og dynastier i arabisk historie. De blev første gang kombineret i flaget for den Arabiske Revolte i 1916. I dag indgår de i flagene for de Forenede Arabiske Emirater, Jordan, Kuwait, Palæstina, Sahariske Arabiske Demokratiske Republik og Somaliland. De arabiske befrielsesfarver, en undergruppe hvor grøn er af mindre betydning, bruges i Egyptens, Iraks, Sudans, Syriens, Yemens og Libyens flag .

## Nuværende flag med de panarabiske farver
De følgende flag kombinerer tre eller fire af farverne rød, sort, hvid og grøn for at symbolisere den arabiske tilhørighed.
- Egypten
- Forenede Arabiske Emirater
- Irak
- Jordan
- Kuwait
- Libyen
- Palæstina
- Somaliland
- Sudan
- Syrien
- Vestsahara
- Yemen

## Tidligere flag med de panarabiske farver
- Føderationen af Arabiske Republikker (Egypten (1972–1984), Syrien (1972–1980), og Libyen (1972–1977))
- Libyen (1969–1972)
- Irak (1921–1959)
- Arabiske føderation (1958)
- Irak (1959–1963)
- Irak (1963–1991) og Syrien (1963–1972)
- Irak (1991–2004)
- Syrien (1920-03-08 til 1920-07-24)
- Syrien (1932–1958 og 1961–1963)
- Forenede Arabiske Republik (1958–1961)
- Nordyemen (1962–1990)
- Sydyemen (1967–1990)
- Arabiske Islamiske Republik (1974)
- Hejaz (1917–1920)
- Hejaz (1920–1926)
- Hejaz (1926–1932)

## Tidligere arabiske flag
- Rashidun-kalifatet
(632–661)
- Umayyade-kalifatet
(661–750)
- Abbaside-kalifatet
(750–1258)
- Fatimide-kalifatet
(909–1171)
- Ayyubide-dynastiet
(1171–1341)
- Mameluk-sultanatet
(1250–1517)